# Tiro nos Jogos Olímpicos de Verão de 2020 - Carabina três posições feminino
A competição da carabina três posições feminino do tiro nos Jogos Olímpicos de Verão de 2020 foi disputada em 31 de julho de 2021 no Campo de Tiro de Asaka, em Tóquio. Um total de 37 atiradoras de 29 Comitês Olímpicos Nacionais (CON) participaram do evento.

## Qualificação
O período de qualificação começou com o Campeonato Mundial de 2018 em Changwon, Coreia do Sul, que foi concluído em 15 de setembro. Por todo o processo, as vagas foram geralmente concedidas para as atiradoras que vencessem uma etapa da Copa do Mundo da ISSF ou ficassem em uma posição de destaque na mesma competição ou em eventos continentais (África, Europa, Ásia, Oceania e Américas).
Após a conclusão do período de qualificação e o recebimento da lista oficial de vagas pelos Comitês Olímpicos Nacionais (CON), a ISSF considerou as posições no ranking mundial para cada evento individual. As atiradores melhores colocados ainda não qualificadas e cujo CON também não tivesse uma quota no evento obtiveram uma vaga direta. O Japão também teve uma vaga garantida como país sede.

## Calendário
Horário local (UTC+9)
| Data                | Horário | Fase         |
| ------------------- | ------- | ------------ |
| 31 de julho de 2021 | 12:00   | Qualificação |
| 31 de julho de 2021 | 16:00   | Final        |

## Medalhistas
| Ouro   | SUI Nina Christen  |
| Prata  | ROC Yulia Zykova   |
| Bronze | ROC Yulia Karimova |

## Recordes
Antes desta competição, os seguintes recordes eram estabelecidos:
| Recordes da qualificação | Recordes da qualificação | Recordes da qualificação | Recordes da qualificação | Recordes da qualificação |
| ------------------------ | ------------------------ | ------------------------ | ------------------------ | ------------------------ |
| Recorde mundial          | Jenny Stene              | 1185                     | Munique                  | 28 de maio de 2019       |
| Recorde olímpico         | Não estabelecido         | –                        | –                        | –                        |

| Recordes da final | Recordes da final | Recordes da final | Recordes da final | Recordes da final    |
| ----------------- | ----------------- | ----------------- | ----------------- | -------------------- |
| Recorde mundial   | Petra Zublasing   | 464,7             | Baku              | 19 de junho de 2015  |
| Recorde olímpico  | Barbara Engleder  | 458,6             | Rio de Janeiro    | 11 de agosto de 2016 |

Após a competição, os seguintes recordes foram estabelecidos:
| Recorde          | Tipo         | Atirador(a)       | Marca | Local  | Data                |
| Recorde olímpico | Qualificação | ROC Yulia Zykova  | 1182  | Tóquio | 31 de julho de 2021 |
| Recorde olímpico | Final        | SUI Nina Christen | 463,9 | Tóquio | 31 de julho de 2021 |

## Resultados

### Qualificação
| Pos. | Atiradora             | CON                 | Ajoelhada | Deitada | Em pé | Total    | Notas |
| ---- | --------------------- | ------------------- | --------- | ------- | ----- | -------- | ----- |
| 1    | Yulia Zykova          | ROC                 | 394       | 399     | 389   | 1182-78x | Q,    |
| 2    | Sagen Maddalena       | USA Estados Unidos  | 394       | 399     | 385   | 1178-70x | Q     |
| 3    | Jolyn Beer            | GER Alemanha        | 392       | 396     | 390   | 1178-60x | Q     |
| 4    | Yulia Karimova        | ROC                 | 394       | 394     | 389   | 1177-61x | Q     |
| 5    | Andrea Arsović        | SRB Sérvia          | 396       | 391     | 388   | 1175-59x | Q     |
| 6    | Nina Christen         | SUI Suíça           | 388       | 394     | 392   | 1174-61x | Q     |
| 7    | Živa Dvoršak          | SLO Eslovênia       | 390       | 398     | 385   | 1173-58x | Q     |
| 8    | Jeanette Hegg Duestad | NOR Noruega         | 392       | 394     | 385   | 1171-65x | Q     |
| 9    | Shi Mengyao           | CHN China           | 393       | 392     | 386   | 1171-57x |       |
| 10   | Snježana Pejčić       | CRO Croácia         | 392       | 396     | 381   | 1169-52x |       |
| 11   | Shiori Hirata         | JPN Japão           | 390       | 389     | 390   | 1169-49x |       |
| 12   | Jenny Stene           | NOR Noruega         | 390       | 390     | 388   | 1168-50x |       |
| 13   | Mary Tucker           | USA Estados Unidos  | 387       | 394     | 386   | 1167-63x |       |
| 14   | Seonaid McIntosh      | GBR Grã-Bretanha    | 390       | 391     | 386   | 1167-55x |       |
| 15   | Anjum Moudgil         | IND Índia           | 390       | 395     | 382   | 1167-54x |       |
| 16   | Aneta Stankiewicz     | POL Polônia         | 389       | 394     | 384   | 1167-48x |       |
| 17   | Maria Martynova       | BLR Bielorrússia    | 387       | 395     | 384   | 1166-60x |       |
| 18   | Najmeh Khedmati       | IRI Irã             | 388       | 391     | 386   | 1165-52x |       |
| 19   | Chen Dongqi           | CHN China           | 392       | 395     | 378   | 1165-49x |       |
| 20   | Bae Sang-hee          | KOR Coreia do Sul   | 390       | 392     | 382   | 1164-59x |       |
| 21   | Sofia Ceccarello      | ITA Itália          | 384       | 396     | 383   | 1163-52x |       |
| 22   | Fatemeh Karamzadeh    | IRI Irã             | 383       | 398     | 382   | 1163-50x |       |
| 23   | Eglis Yaima Cruz      | CUB Cuba            | 393       | 394     | 376   | 1163-50x |       |
| 24   | Nikola Šarounová      | CZE República Checa | 388       | 395     | 378   | 1161-55x |       |
| 25   | Sanja Vukašinović     | SRB Sérvia          | 385       | 392     | 384   | 1161-54x |       |
| 26   | Eszter Mészáros       | HUN Hungria         | 388       | 391     | 382   | 1161-48x |       |
| 27   | Oyuunbatyn Yesügen    | MGL Mongólia        | 387       | 392     | 379   | 1158-45x |       |
| 28   | Yarimar Mercado       | PUR Porto Rico      | 389       | 390     | 378   | 1157-49x |       |
| 29   | Rikke Ibsen           | DEN Dinamarca       | 387       | 384     | 386   | 1157-41x |       |
| 30   | Mukhtasar Tokhirova   | UZB Uzbequistão     | 381       | 389     | 385   | 1155-50x |       |
| 31   | Océanne Muller        | FRA França          | 383       | 389     | 383   | 1155-43x |       |
| 32   | Cho Eun-young         | KOR Coreia do Sul   | 389       | 391     | 375   | 1155-40x |       |
| 33   | Tejaswini Sawant      | IND Índia           | 384       | 394     | 376   | 1154-50x |       |
| 34   | Nur Suryani Taibi     | MAS Malásia         | 379       | 395     | 368   | 1142-47x |       |
| 35   | Alzahraa Shaban       | EGY Egito           | 383       | 383     | 372   | 1138-36x |       |
| 36   | Katarina Kowplos      | AUS Austrália       | 386       | 388     | 363   | 1137-40x |       |
| 37   | Vidya Rafika Toyyiba  | INA Indonésia       | 371       | 391     | 375   | 1137-31x |       |

### Final
| Pos.              | Atiradora                 | Séries    | Séries    | Séries    | Séries  | Séries  | Séries  | Séries | Séries | Séries | Séries | Séries | Séries | Séries | Total | Notas            |
| Pos.              | Atiradora                 | Ajoelhada | Ajoelhada | Ajoelhada | Deitada | Deitada | Deitada | Em pé  | Em pé  | Em pé  | Em pé  | Em pé  | Em pé  | Em pé  | Total | Notas            |
| Pos.              | Atiradora                 | 1         | 2         | 3         | 4       | 5       | 6       | 7      | 8      | 9s41   | 9s42   | 9s43   | 9s44   | 9s45   | Total | Notas            |
| ----------------- | ------------------------- | --------- | --------- | --------- | ------- | ------- | ------- | ------ | ------ | ------ | ------ | ------ | ------ | ------ | ----- | ---------------- |
| Medalha de ouro   | SUI Nina Christen         | 51.3      | 102.3     | 152.9     | 204.8   | 257.2   | 308.5   | 359.5  | 411.4  | 422.2  | 432.6  | 443.3  | 453.7  | 463.9  | 463.9 | Recorde olímpico |
| Medalha de prata  | ROC Yulia Zykova          | 50.9      | 101.6     | 154.5     | 206.6   | 258.5   | 311.6   | 362.2  | 413.2  | 422.2  | 432.5  | 442.2  | 452.4  | 461.9  | 461.9 |                  |
| Medalha de bronze | ROC Yulia Karimova        | 50.5      | 101.7     | 153.1     | 204.4   | 256.7   | 309.6   | 359.3  | 411.0  | 421.1  | 431.2  | 440.5  | 450.3  | —      | 450.3 |                  |
| 4                 | NOR Jeanette Hegg Duestad | 50.2      | 100.7     | 152.7     | 204.8   | 257.6   | 310.7   | 360.5  | 410.9  | 421.3  | 429.9  | 439.9  | —      | —      | 439.9 |                  |
| 5                 | USA Sagen Maddalena       | 49.8      | 102.3     | 153.5     | 204.4   | 256.3   | 308.9   | 358.9  | 407.9  | 418.3  | 427.8  | —      | —      | —      | 427.8 |                  |
| 6                 | GER Jolyn Beer            | 51.8      | 103.5     | 154.0     | 204.8   | 256.0   | 307.3   | 357.8  | 408.7  | 417.8  | —      | —      | —      | —      | 417.8 |                  |
| 7                 | SLO Živa Dvoršak          | 50.5      | 99.5      | 151.6     | 204.5   | 255.4   | 307.0   | 356.4  | 406.2  | —      | —      | —      | —      | —      | 406.2 |                  |
| 8                 | SRB Andrea Arsović        | 49.7      | 101.2     | 152.6     | 203.8   | 254.5   | 303.7   | 354.6  | 402.4  | —      | —      | —      | —      | —      | 402.4 |                  |